# 그레고리 폴랑코
그레고리 폴랑코(스페인어: Gregory Polanco, 1991년 9월 14일 ~ )은 일본 프로 야구 지바 롯데 마린스의 외야수이다. 엘 커피(El Coffee)라는 별명을 가지고 있다.
그는 도미니카 공화국 산토도밍고 출신이며, 부모님은 경찰이다.